# 黑龙江省历史文化街区
黑龙江省历史文化街区由黑龙江省政府公布。
- 第一批（2020年公布，19个）[1]

## 分市名单

### 哈尔滨市
- 中央大街历史文化街区（1，道里区）
- 道外传统商市历史文化街区（1，道外区）
- 红军街－博物馆历史文化街区（1，南岗区）
- 花园街历史文化街区（1，南岗区）
- 文庙历史文化街区（1，南岗区）
- 极乐寺历史文化街区（1，南岗区）
- 亚麻厂历史文化街区（1，香坊区）
- 太阳岛历史文化街区（1）
- 萧红故居历史文化街区（1，呼兰区）
- 石公祠历史文化街区（1，呼兰区）
- 哈飞家属区历史文化街区（1，平房区）
- 东安家属区历史文化街区（1，平房区）
- 斯大林街历史文化街区（1，道里区）

### 齐齐哈尔市
- 罗西亚大街历史文化街区（1，昂昂溪区，已列为中国历史文化街区）
- 和平路历史文化街区（1，富拉尔基区）
- 黎明路历史文化街区（1）
- 文汇路历史文化街区（1）
- 文化路历史文化街区（1）
- 民意路历史文化街区（1）